# 周淑贞气候分类法
周淑贞气候分类法是中國科學家周淑贞在斯查勒气候分类法的基础上，兼顾气候典型特征提出的一种气候分类法，这种分类法因其简洁概括气候特征，因而在中国大陆较为流行。

## 提出背景

### 柯本气候分类法的缺陷
1. 柯本用年降水量与年平均温度的经验公式来计算干燥指标十分牵强。另外干燥气候并不能与A、C、D、E等四带相提并论，这违反了逻辑分类法。
2. 柯本气候分类法进行气候分类时忽视了高地气温、降水的垂直变化与水平緯度地带性的差异，而只强调气温和降水量的比较。柯本气候分类法忽视了气候的发生發展和形成过程。

### 斯查勒气候分类法的缺陷
斯查勒气候分类法虽然是一种动力气候分类法，但是它忽略了季风气候，而将中国的副热带季风气候和副热带湿润气候混为一谈，将中国的温带季风气候和温带大陆性湿润气候混为一谈，将中国南方的热带季风气候与热带干湿季气候混为一谈。

## 划分依据
气候分类应从发生学的观点出发，兼顾各地气候的典型特征进行分类。典型特征依据选择与人类生产生活密切相关的要素。另外气候带虽然与植被密切相关，但气候带不同于自然带，气候带的名称应以气候条件本身来确定。

## 划分
以斯查勒气候分类法为基础，加以适当修改，将世界气候分为三个气候带和高地气候四大区。

### 低纬度气候带
主要受赤道气团和热带气团控制，影响本气候带的天气系统有赤道辐合带、信风、赤道西风、热带气旋和副热带高压。最冷月均温在15-18摄氏度以上，年可能蒸散量在1300毫米以上。
- 热带雨林气候
- 热带海洋性气候
- 热带季风气候
- 热带草原气候（热带干湿季气候）
- 热带沙漠气候（热带干旱与半干旱气候）

### 中纬度气候带
本气候带热带气团和极地气团相互角逐，主要受极锋、盛行西风、温带气旋和反气旋、副热带高压和热带气旋，变化显著，春夏秋冬分明，再加上复杂的下垫面因素，本气候带的气候分布错综复杂。最冷月的平均气温在15~18摄氏度以下，有4-12个月均温在10摄氏度以上，全年可能蒸散量在130-52.5厘米之间。
- 亚热带沙漠气候（亚热带干旱半干旱气候）
- 温带沙漠气候（温带干旱气候）
- 温带草原气候（温带半干旱气候）
- 地中海气候
- 亚热带季风气候
- 温带季风气候
- 亚热带湿润气候
- 温带海洋性气候
- 温带大陆性湿润气候

### 高纬度气候带
本气候带盛行极地气团和冰洋气团，在冰洋锋上有气旋活动，自西向东移动。长冬无夏，空气干燥，蒸散弱，年可能蒸散量小于52.5厘米，冻土发育，非冰原气候区有大片沼泽。
- 亚寒带针叶林气候
- 寒带苔原气候
- 寒带冰原气候

### 高地气候
- 详见高地气候